# 遼北省 (中国共産党)
遼北省（りょうほく-しょう）は中華民国末期に中国共産党が設置した中国共産党革命根拠地。国民政府が設置した遼北省と同時代の行政区画名であるため混同されることもあるが、行政管轄地域が大きく異なる。

## 歴史
1945年（民国34年）、日本の敗戦に伴い満州国が崩壊すると11月に共産党により旧四平省地域に遼北省自治政府が設置され、省会が四平市に定められた。
国共内戦で国民党軍の攻勢を受けると省政府は洮南県に移動、1946年（民国35年）には吉江行政区に改編されたが、同年4月に再び遼北省が設置されている。同年6月、遼北省政府の一部は通化県に移転、通化行署と統合され遼寧省が成立すると同時に、一部は遼西行署と合併し遼吉行政区（公署は洮南県）が成立した。
12月1日、東北行政委員会は遼西行政区を遼北省と改編することを決定、1947年（民国36年）2月1日には遼北省政府を白城子に設置し、下部に5専区28県旗を管轄した。8月5日、第4専区が廃止となりその所轄県は省政府の直轄となった。1948年（民国47年）2月29日、省政府は鄭家屯に移転、2市25県5旗を管轄した。
1949年（民国38年）4月21日、遼西省へ統合された。

## 行政区画
遼西省への統合直前の下部行政組織は下記の通り
- 四平市
- 阜新市
- 康平県
- 法庫県
- 鉄嶺県
- 昌図県
- 新民県
- 長農県
- 懐徳県
- 長嶺県
- 双遼県
- 昌北県
- 梨樹県
- 通遼県
- 開魯県
- 彰武県
- 北鎮県
- 黒山県
- 庫倫県
- 阜新県
- 西安県
- 開原県
- 西豊県
- 東豊県
- 海竜県
- 清原県
- 瀋鉄撫聯合県
- 東科前旗
- 東科中旗
- 東科後旗
- 扎魯特旗
- 奈曼旗